# Новониколаевка (Тюльганский район)
Новониколаевка — село в Тюльганском районе Оренбургской области в составе Тюльганского поссовета.

## География
Находится на расстоянии примерно 2 километров на запад от районного центра поселка Тюльган.

## История
Согласно Закону Оренбургской области от 2 сентября 2004 года № 1424/211-III-ОЗ «О наделении муниципальных образований Оренбургской области статусом муниципального района, городского округа, городского поселения, установлении и изменении границ муниципальных образований» село вошло в состав образованного муниципального образования Тюльганский поссовет.

## Население
| 2010 |
| ---- |
| 104  |

Национальный состав
Согласно результатам переписи 2002 года, в национальной структуре населения
русские составляли 62 %, украинцы 28 % от общей численности в 102 человека

## Инфраструктура
Личное подсобное хозяйство (домохозяйства).

## Транспорт
Село доступно автомобильным транспортом.